# Brian Whittle
Brian Whittle (ur. 26 kwietnia 1964 w Ayr) – szkocki lekkoatleta specjalizujący się w biegach sprinterskich i średniodystansowych, uczestnik letnich igrzysk olimpijskich w Seulu (1988). Na arenie międzynarodowej reprezentował Wielką Brytanię.

## Sukcesy sportowe
- mistrz (1988) i wicemistrz (1986) Wielkiej Brytanii w biegu na 400 metrów[1]
- mistrz Szkocji w biegu na 200 metrów (1988)
- czterokrotny mistrz Szkocji w biegu na 400 metrów (1985, 1986, 1987, 1989)[2]

| Rok  | Miasto    | Zawody                     | Konkurencja        | Wynik         |
| ---- | --------- | -------------------------- | ------------------ | ------------- |
| 1986 | Stuttgart | mistrzostwa Europy         | sztafeta 4 × 400 m | złoty medal   |
| 1988 | Budapeszt | halowe mistrzostwa Europy  | bieg na 400 m      | srebrny medal |
| 1988 | Seul      | igrzyska olimpijskie       | sztafeta 4 × 400 m | 5. miejsce    |
| 1989 | Haga      | halowe mistrzostwa Europy  | bieg na 400 m      | srebrny medal |
| 1989 | Budapeszt | halowe mistrzostwa świata  | bieg na 400 m      | 5. miejsce    |
| 1990 | Glasgow   | halowe mistrzostwa Europy  | bieg na 800 m      | 6. miejsce    |
| 1990 | Auckland  | igrzyska Wspólnoty Narodów | sztafeta 4 × 400 m | srebrny medal |
| 1992 | Genua     | halowe mistrzostwa Europy  | bieg na 800 m      | 6. miejsce    |
| 1994 | Helsinki  | mistrzostwa Europy         | sztafeta 4 × 400 m | złoty medal   |

## Rekordy życiowe
- bieg na 300 metrów – 32,61 – Gateshead 16/07/1988
- bieg na 400 metrów – 45,22 – Seul 25/09/1988
- bieg na 400 metrów (hala) – 45,98 – Budapeszt 06/03/1988
- bieg na 600 metrów – 1:15,94 – Loughborough 28/07/1992
- bieg na 800 metrów – 1:45,47 – Londyn 20/07/1990
- bieg na 800 metrów (hala) – 1:46,57 – Genua 29/02/1992
- bieg na 400 metrów przez płotki – 50,91 – Birmingham 05/06/1993